# Pete Escovedo
Pete Escovedo (* 13. července 1935 Pittsburg) je americký perkusionista. Spolu se svými bratry, perkusionistou Cokem a basistou Philem, působil na začátku své kariéry v kapele Escovedo Bros Latin Jazz Sextet. V roce 1971 se Pete a Coke stali členy kapely Santana (Pete na kratší dobu, avšak v letech 1977 až 1979 se k ní vrátil). V roce 1972 bratři založili soubor Azteca. Od konce sedmdesátých let vydával Pete Escovedo sólové nahrávky. Během své kariéry spolupracoval s mnoha dalšími hudebníky, mezi něž patří například Cal Tjader a Woody Herman. Jeho dalšími bratry jsou hudebníci Alejandro, Javier a Mario. Jeho děti Sheila a Peter Michael jsou rovněž perkusionisty. Syn Juan se rovněž věnuje hudbě.